# Paul Mistral (homme politique, 1872-1932)
Pour les articles homonymes, voir Paul Mistral et Mistral.
Ne doit pas être confondu avec Paul Mistral (homme politique, 1904-1981).
Paul Mistral (né le 19 septembre 1872 à La Morte (Isère) et mort le 17 août 1932 à La Morte) est une personnalité politique française, membre de la SFIO. Il est député de l'Isère de 1910 à 1932 et maire de Grenoble de 1919 à 1932.

## Études et carrière professionnelle
De milieu modeste, il est le fils de Hippolyte Mistral, maître-maçon à La Morte, au hameau du Désert, et de Pauline Roux. Après de bonnes études primaires et une première place au certificat d'études en 1888, il entre boursier au collège de La Mure le 6 octobre 1888. 
En 1891 il travaille comme dessinateur puis comptable dans l'industrie mécanique jusqu'à son incorporation au service militaire, le 11 novembre 1893 à Grenoble. Il en est libéré dès le 29 septembre 1894 en tant qu'ainé de sept enfants, son père étant décédé en 1887. Il devient alors comptable dans l'entreprise qui deviendra plus tard Neyrpic. Ensuite il s'associe avec son frère Émile le 30 septembre 1899 dans un négoce de marchand de vins en gros.

## Engagement politique
En 1892, il adhère au groupe socialiste grenoblois qui se constitue peu après en fédération départementale du Parti ouvrier français. Il est délégué pour le congrès national de ce parti, à Marseille, en septembre 1892. Collaborateur régulier du journal Le Droit du peuple, organe de la fédération de l'Isère, il en devient le rédacteur en chef de 1903 à 1910. 

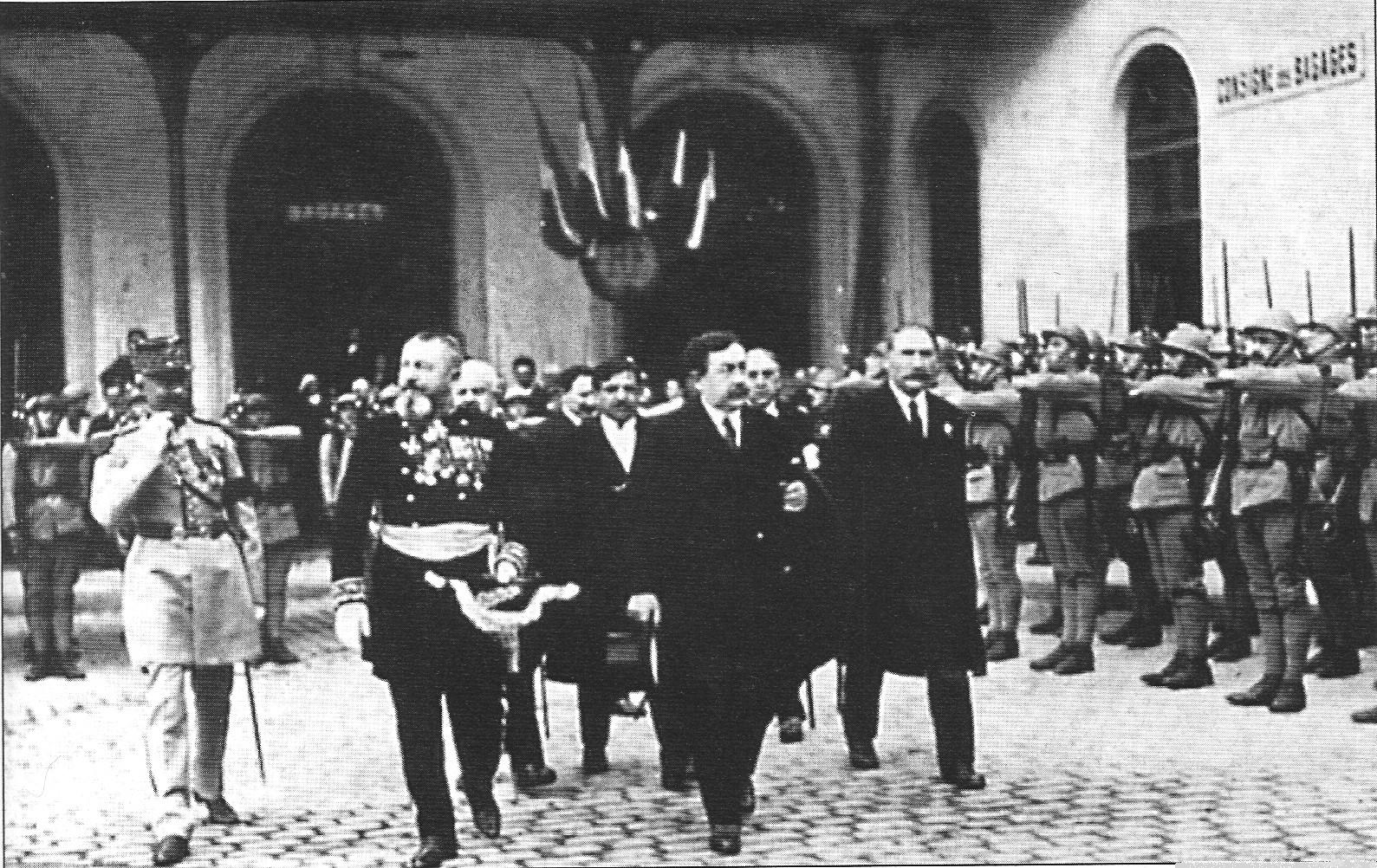
Le président du conseil des ministres, Paul Painlevé en visite à l'exposition internationale de la houille blanche en 1925, avec à sa droite, le maire Paul Mistral et à sa gauche, le gouverneur de la place, général Demetz.

Il est conseiller général du canton de Grenoble-Est en 1901-1907 puis de nouveau en 1919-1931. En février 1904, dans le cadre d'une élection législative partielle concernant la première circonscription de l'Isère, il est opposé à Alexandre Zévaès qui anime un groupe socialiste dissident. Mistral est largement battu. En 1905, il participe activement au congrès du Globe, à Paris, qui voit l'unification des différents partis socialistes et la création de la SFIO. Mistral subit ensuite les défaites électorales des législatives de mai 1906 (circonscription de Saint-Marcellin), des cantonales de juillet 1907 (non renouvellement dans le canton Est de Grenoble) et des municipales grenobloises de mai 1908. Mais en 1910, il devient député SFIO de la 2e circonscription de Grenoble et sera régulièrement réélu jusqu'en 1932.
À la déclaration de guerre en 1914, Paul Mistral soutient la politique d'Union sacrée mais sa position évolue et se rapproche de celle de la minorité pacifiste du parti qui souhaite un règlement rapide et juste de la guerre. Avec six autres minoritaires, il entre à la Commission administrative permanente (CAP) de la SFIO en 1915. 
Au Congrès de Tours (24-30 décembre 1920), il est, avec Paul Faure et Jean Longuet, l'un des leaders de la tendance centriste qui se prononce pour un refus de l'adhésion à la Troisième Internationale.
Durant son mandat de maire de Grenoble, de 1919 à sa mort brutale, il est à l'initiative de l'urbanisation de la ville vers le sud. Pour ce faire, il doit raser les fortifications militaires et rencontre une vive résistance de l'administration du Génie. L'organisation de l'Exposition internationale de la houille blanche de 1925 lui donne l'occasion de hâter le cours des évènements. L'emplacement du parc qui porte aujourd'hui son nom est alors aménagé. L'extension urbaine, qui dure jusqu'à sa mort, voit la création des quartiers Jean Macé, de la Bajatière, de la Capuche et du Rondeau. Sous son mandat, la ville de Grenoble organise par ailleurs les Pompes funèbres en régie municipale, lance la construction d'un téléphérique sur le site de la Bastille ainsi que le stade Charles-Berty et l'aéroport de Grenoble-Mermoz. L'opposition de droite dénonce la mauvaise gestion des HBM (Habitations à Bon Marché) mais l'honnêteté personnelle du maire n'est pas mise en cause dans cette affaire.

## Décès et famille

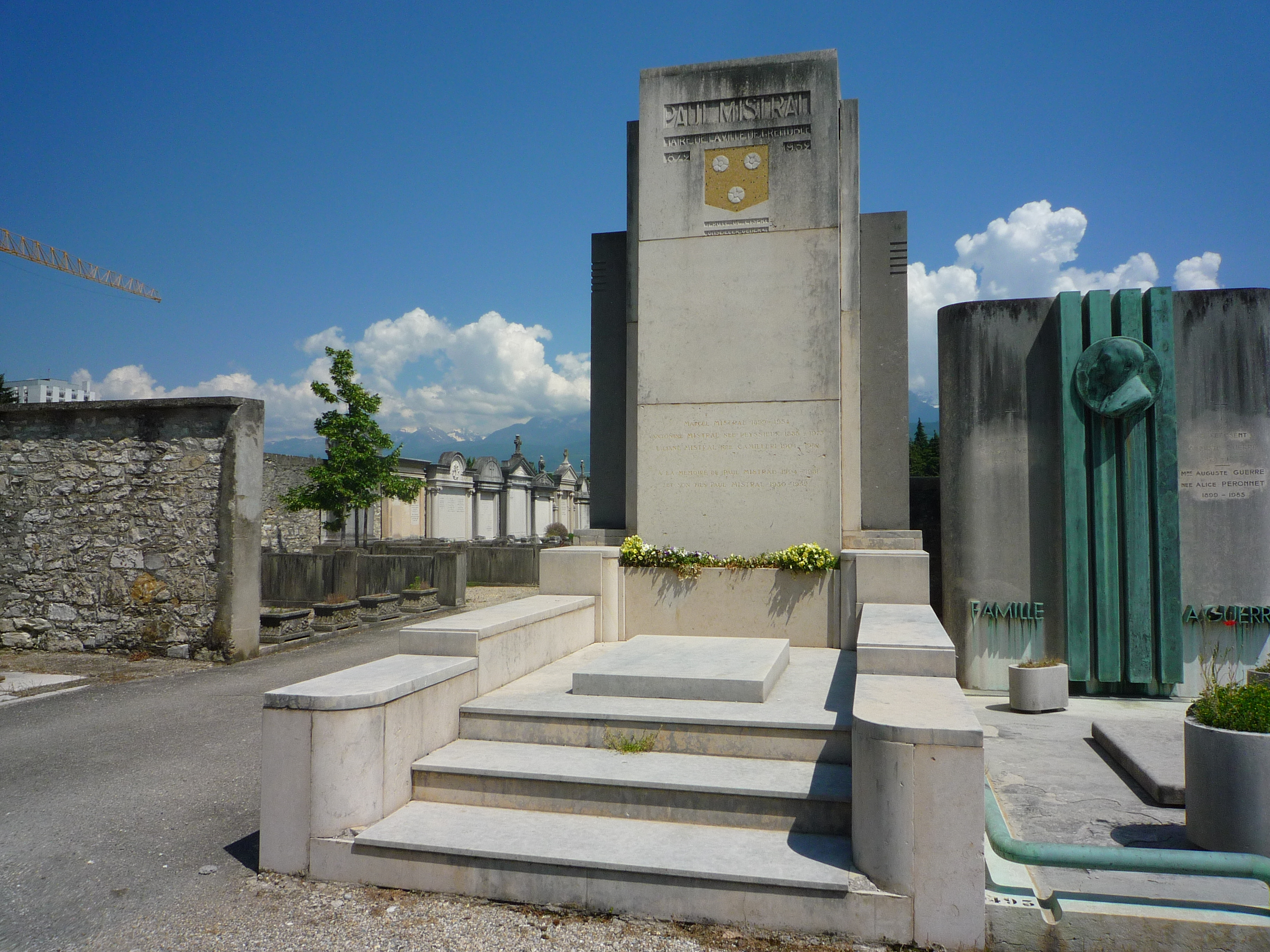
Tombe de Paul Mistral.

Peu de temps après sa 4e réélection à la Chambre des députés, il décède brutalement  avant son soixantième anniversaire et est enterré au cimetière Saint-Roch de Grenoble.
Son fils, également prénommé Paul, fut maire de La Morte, sénateur SFIO de l'Isère et conseiller général du canton de Valbonnais.

## Postérité et odonymie

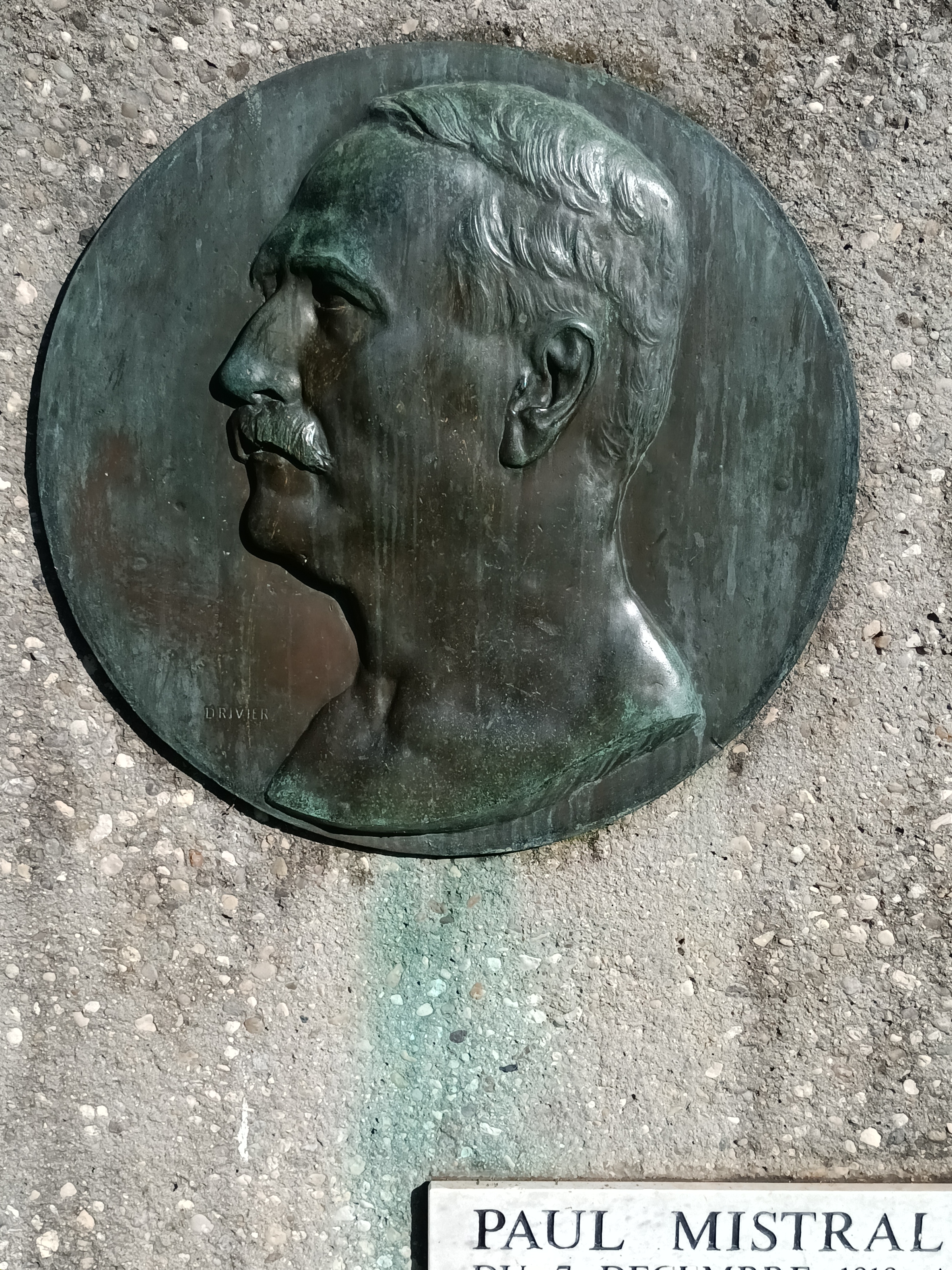
Médaillon en bronze sur la stèle dans le parc Paul Mistral à Grenoble

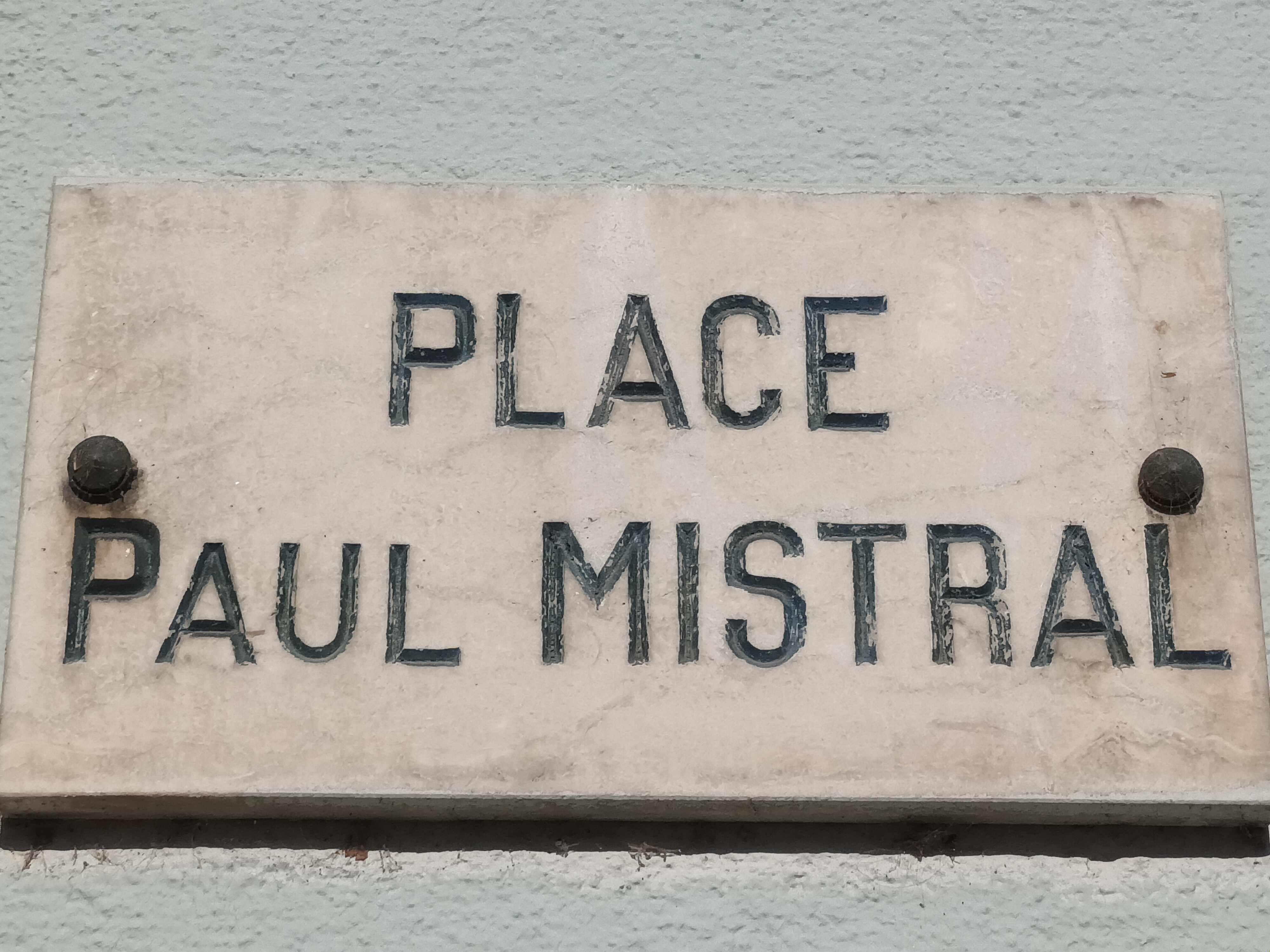
Plaque de la place Paul Mistral à Grenoble

Deux sites de la ville de Grenoble ont reçu le nom de cet ancien maire :
- Le parc Paul Mistral qui entoure l'hôtel de ville, lieu de l'exposition internationale sur la houille blanche en 1925, ainsi que la place Paul Mistral attenante.
- Le quartier Mistral dans le sud-est du territoire grenoblois, pour la première réalisation de logements sociaux voulue par Paul Mistral en décembre 1921, la cité-jardin du Rondeau, réceptionnée en août 1925[1].

Il existe également une rue Paul Mistral à Eybens (Isère) ainsi qu'à Saint-Priest (Métropole de Lyon).